# Stephanus

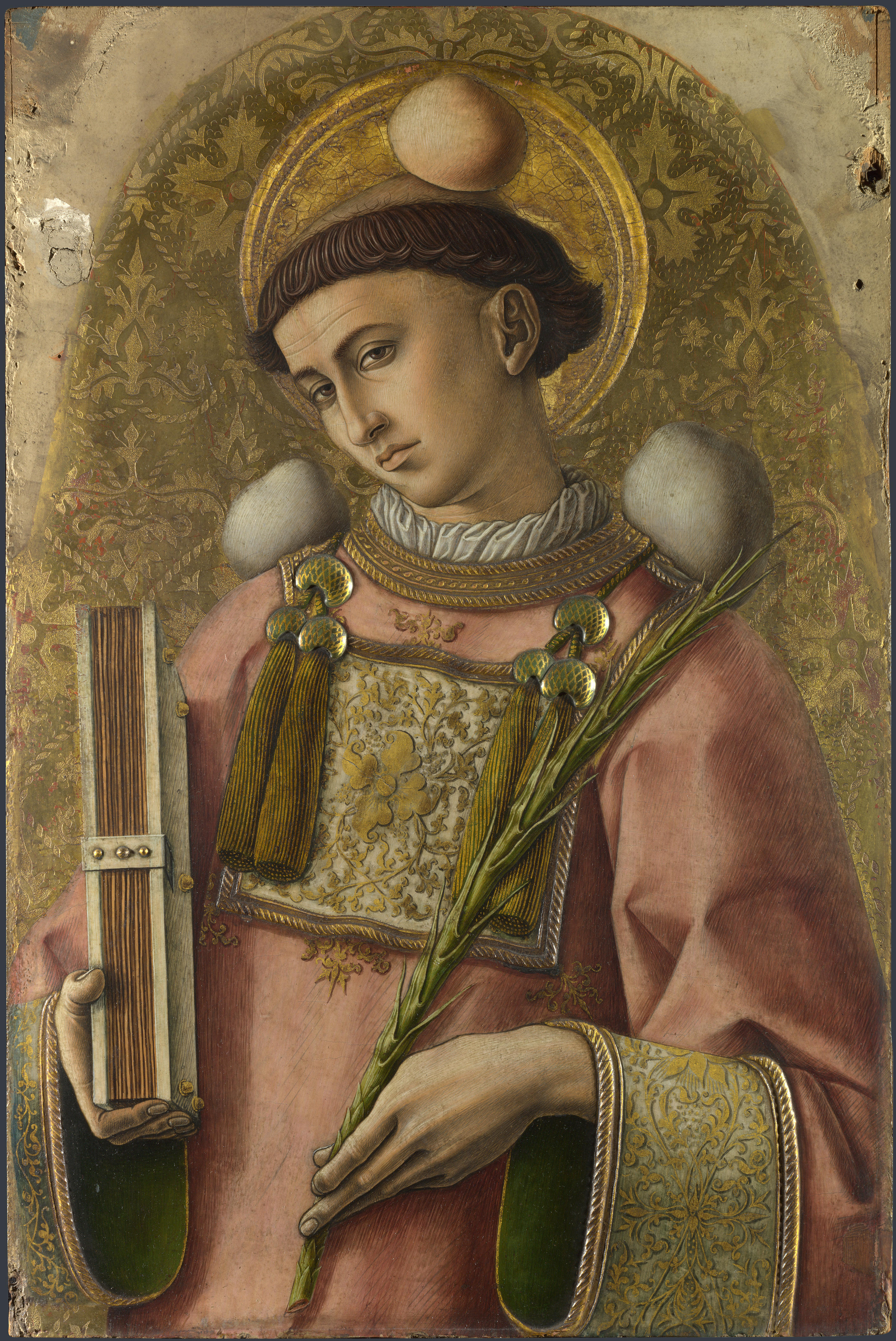
Stephanus mit den Attributen Märtyrerpalme und Steinen. Der Heilige trägt die Dalmatik eines Diakons.

Stephanus auf dem Wappen von Lank-Latum mit Spargelbündeln und Erdbeeren

Stephanus ist im Neuen Testament ein Diakon der Jerusalemer Urgemeinde. Er gilt als erster Märtyrer des Christentums und wird daher oft auch als Erzmärtyrer oder Protomärtyrer bezeichnet. Sein Name deutet auf eine hellenistische Herkunft hin. Seit 560 befinden sich dem hl. Stephanus zugeschriebene Reliquien in der Krypta von Sankt Laurentius vor den Mauern in Rom neben denen des römischen Archidiakons Laurentius. Stephanus wird in der katholischen Kirche, der altkatholischen Kirche, den orthodoxen Kirchen und der anglikanischen Kirche als Heiliger und in den lutherischen Kirchen als Märtyrer verehrt.

## Einsetzung als Diakon

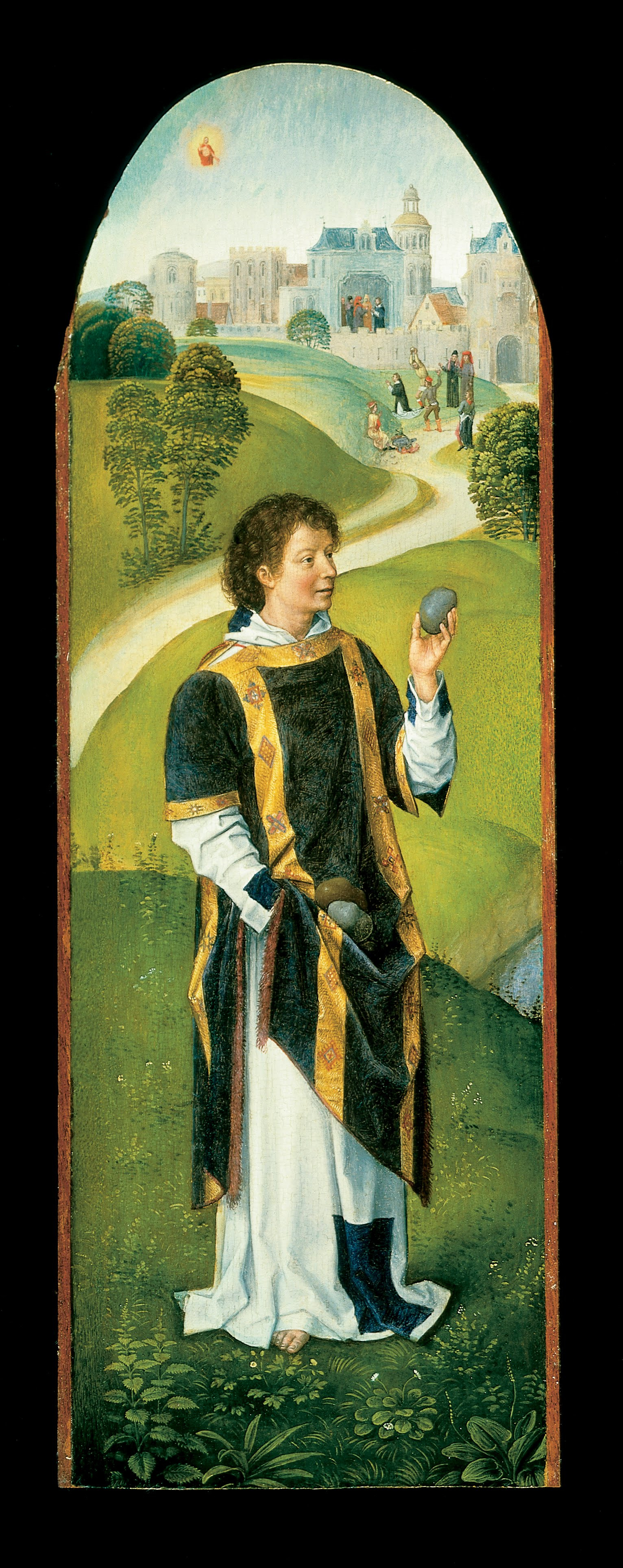
Der hl. Stephanus, Altarretabel von Hans Memling (um 1480)

Als in der Urgemeinde in Jerusalem immer mehr Arme, insbesondere Witwen und Waisen, zu betreuen waren und es dabei zu Streitigkeiten zwischen den Judenchristen aramäischer und griechischer Sprache kam, befürchteten die Apostel, dass sie deshalb ihre Aufgaben in Lehre und Predigt vernachlässigen müssten. Die versammelte Gemeinde wählte darum sieben Diakone, Männer „von gutem Ruf und voll Geist und Weisheit“, die sich auch um die bisher übergangenen Witwen der Griechisch sprechenden Judenchristen kümmern sollten.
Einer dieser sieben Diakone war Stephanus, beschrieben als „voll Kraft und Gnade“. Wie aus seinem griechischen Namen („Kranz“, „Krone“) zu schließen ist, gehörte er selbst zu den Juden, deren Familien meist lange außerhalb des Heiligen Landes, also im Bereich griechischer Sprache und Kultur, gelebt hatten. Als Diakon wirkte er in Jerusalem als Armenpfleger und Evangelist.

## Martyrium

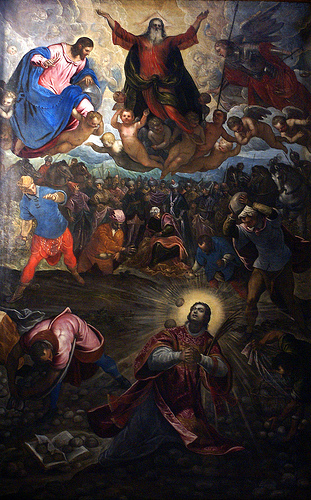
Steinigung des heiligen Stephanus, Altarstück von San Giorgio Maggiore, Venedig

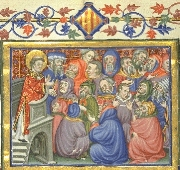
Der hl. Stephanus beim Predigen (Miniaturmalerei, 14. Jahrhundert)

Das in der Apostelgeschichte des Lukas (Apg 6  und Apg 7 ) geschilderte Ereignis stellt dar, wie es aufgrund des Wirkens des Stephanus zu einer Gerichtsverhandlung vor dem Hohen Rat, dem Sanhedrin, kam: Von einer Gruppe hellenistischer Juden wird behauptet, Stephanus habe gesagt, dass Jesus von Nazaret „die Stätte“ – gemeint ist der Tempel – zerstören und die jüdischen Gebräuche verändern wolle. Der Hohepriester wendet sich mit der Frage „Ist das so?“ an Stephanus, der darauf mit der längsten Rede der Apostelgeschichte antwortet. Die historisch-kritische Methode sieht in Kapitel 6 und 7 die redaktionelle Arbeit des Verfassers der Apostelgeschichte. Zwar fehlt ein ausdrückliches namentliches Bekenntnis zu Jesus Christus, aber dass es um ihn geht, wird daran deutlich, dass in Apg 7,52  „der Gerechte“ (siehe Jes 53 ) erwähnt wird, in dem die frühe Kirche Jesus Christus erkannte. Stephanus wird als gelehrter Mann dargestellt, der die Tradition und Geschichte Israels kannte und sich in der Linie der Männer sah, die den Willen Gottes verkündigten, aber gerade deswegen vom Volk verachtet wurden. So wird Stephanus wie ein Bußprediger dargestellt, der den Anklägern mithilfe der Geschichte Israels und der Ablehnung ihrer Propheten vor Augen führte, dass sie selbst auf der Anklagebank saßen und wie ihre Väter den Fehler begingen, Jesus Christus zu verwerfen.

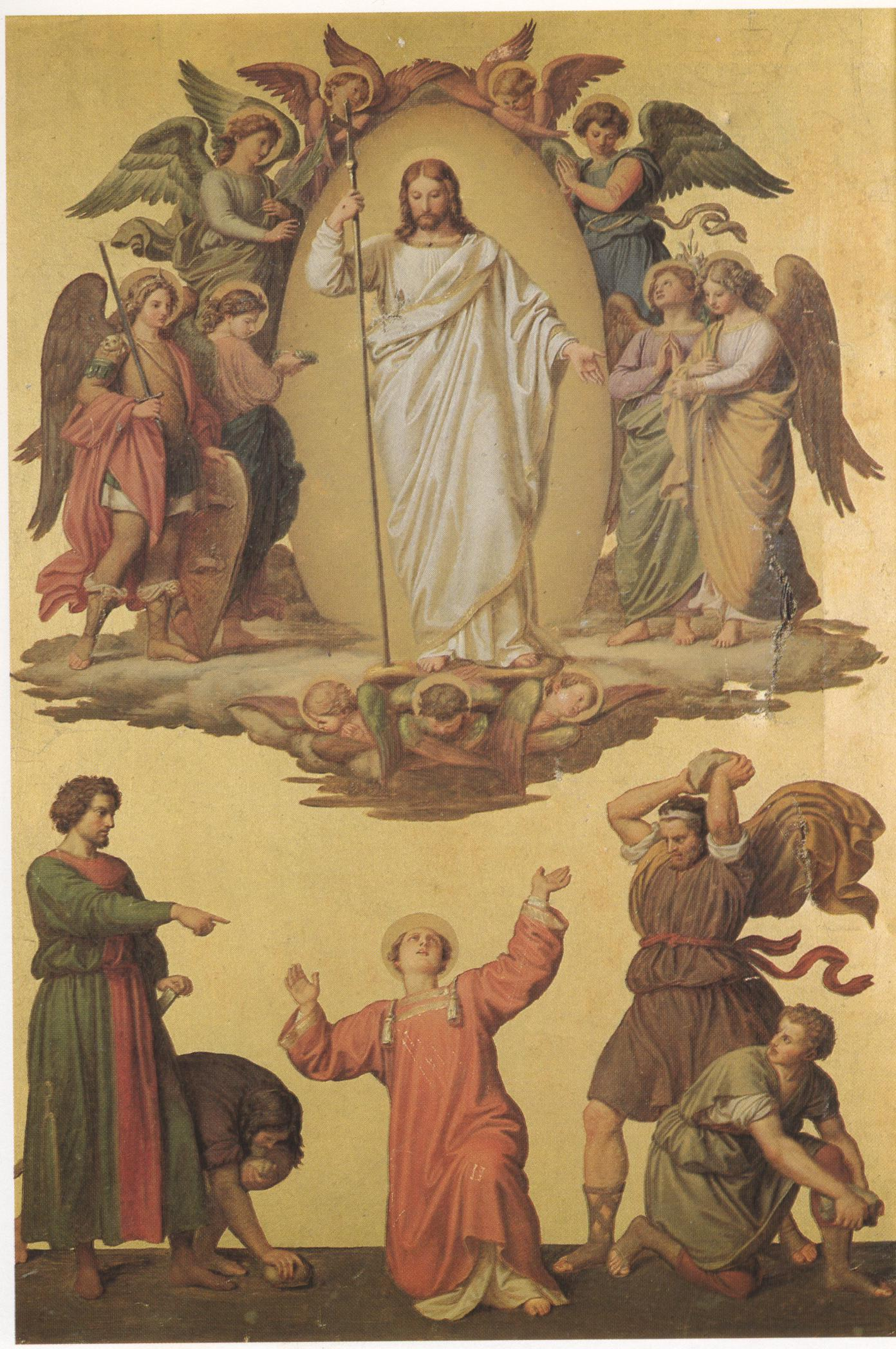
Johann von Schraudolph, Steinigung des Stephanus, 1850. Zerstörtes Fresko im Speyerer Dom; links im grünen Mantel König Ludwig I. von Bayern als Saulus.

Nach seiner Verteidigungsrede sah Stephanus auf und rief: „Ich sehe den Himmel offen und den Menschensohn zur Rechten Gottes stehen.“ Diese Identifikation Jesu mit dem in Dan 7,13  verheißenen Menschensohn erbitterte die Mitglieder des Synhedrions dermaßen, dass sie Stephanus auf der Stelle packten und vor der Stadt steinigten. Stephanus befahl seinen Geist Jesus, sank in die Knie und rief: „Herr, rechne ihnen diese Sünde nicht an!“ Auch durch diese Worte folgte Stephanus dem Vorbild Jesu, der ebenfalls sterbend seinen Geist in die Hände Gottes gelegt und für seine Henker gebetet hatte: „Vater, vergib ihnen, denn sie wissen nicht, was sie tun.“

## Bedeutung
Stephanus ist der erste, von dem überliefert wird, dass er wegen seines Bekenntnisses zu Jesus Christus getötet wurde. Damit gilt er als der erste Märtyrer oder auch Erzmärtyrer. Im Bericht von seiner Hinrichtung heißt es: „Die Zeugen legten ihre Kleider zu Füßen eines jungen Mannes nieder, der Saulus hieß. (…) Saulus aber war mit dem Mord einverstanden.“ Die Steinigung des Stephanus war der Auftakt zu einer Christenverfolgung in Jerusalem, an der sich Saulus, der spätere Apostel Paulus, besonders eifrig beteiligte.

## Ikonographie

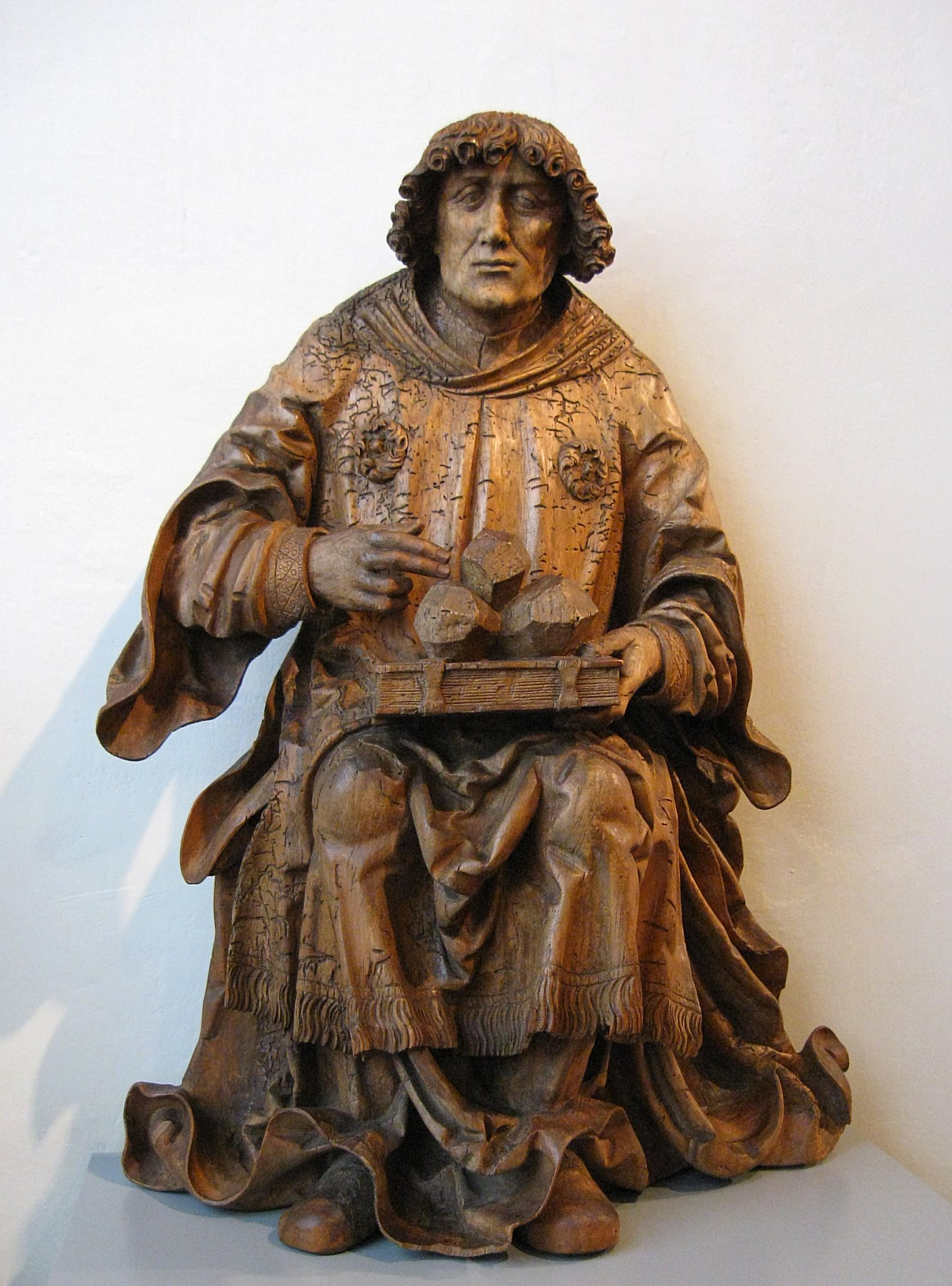
Der hl. Stephanus vom Meister der Altöttinger Türen (1520–1530) (Laubholz), Bayerisches Nationalmuseum in München

In der ostkirchlichen und römisch-katholischen Ikonographie wird Stephanus als Diakon dargestellt, oft gemeinsam mit Laurentius und Vinzentius. In einer Hand hält er eine Märtyrerpalme, in der anderen Steine. Gelegentlich liegen diese auch auf einem Evangelienbuch, das er hält, oder neben ihm.

## Patronat
Stephanus ist in der katholischen Kirche Schutzpatron der Böttcher, Kutscher, Maurer, Steinhauer, Pferdeknechte, Weber, Schneider und Zimmerleute. Angerufen wird er bei Besessenheit, Kopfschmerzen, Steinleiden und für eine gute Sterbestunde. Seine Funktion als Patron der Pferdeknechte beruht möglicherweise auf vorchristlichen Kultbräuchen. Er wird zudem als Schutzpatron der Städte Passau, Turin, Prato und Biella verehrt.
Dem hl. Stephanus sind viele Kirchen geweiht (siehe Stephanskirche), zahlreiche Orte (Saint-Étienne, Santo Estêvão) sowie christliche Einrichtungen in aller Welt sind nach ihm benannt.

## Gedenktag
Der Gedenktag des heiligen Stephanus basiert auf den im 3./4. Jahrhundert sich häufenden Anlässen des liturgischen Märtyrergedenkens. Ende des 4. Jahrhunderts ist der Gedenktag für den 26./27. Dezember in Jerusalem nachweisbar. Um 450 übernahm ihn die armenische Kirche. Das Stephansfest ist erstmals für das Jahr 411 im Martyrologium des Breviarium Syriacum nachweisbar. Für den Westen ist es erstmals im 6. Jahrhundert überliefert. Eine besonderen Anschub erfuhr die Verehrung des Stephanus durch die im Jahr 415 durch den Presbyter Lukianos von Kafar-Gamala griechisch verfasste Auffindung des Stephanus-Grabes in Kafar-Gamala; siehe dazu Abibas. Der Text wurde umgehend ins Lateinische übersetzt und verbreitete sich anschließend in verschiedenen Fassungen. Die Verehrung des Stephanus strahlte dann von Jerusalem in den Mittelmeerraum und nach Gallien aus, sodass Stephanus im 7. Jahrhundert zum Universalheiligen avancierte.
Der 26. Dezember ist im Kalender der römisch-katholischen Kirche, altkatholischen Kirche, der lutherischen Kirchen und der anglikanischen Kirche der Gedenktag des hl. Stephanus. Fällt der 26. Dezember auf einen Sonntag, entfällt in der katholischen Kirche das Fest des hl. Stephanus in der Regel zugunsten des Festes der Heiligen Familie. In 21 der 26 Kantone der Schweiz, in Österreich, Deutschland und in fast allen anderen Ländern Europas ist der Stephanitag am 26. Dezember gesetzlicher Feiertag. Auch die evangelische Agende sieht die Feier des Stephanitages am 26. Dezember vor. Dies wird aber in der Regel nicht wahrgenommen, und das Datum wird als Zweiter Weihnachtsfeiertag begangen. In der Evangelischen Landeskirche in Württemberg wird seit dem Jahr 2007 am Tag des Erzmärtyrers Stephanus der „Gebetstag für verfolgte Christen“ begangen.
Die Armenische Apostolische Kirche feiert den Gedenktag des heiligen Stephanus am 25. Dezember. Da die Armenische Kirche schon seit dem 4. Jahrhundert das Weihnachtsfest und das Fest der Erscheinung und der Taufe Jesu Christi zusammen am gleichen Tag, dem 6. Januar, begeht, entsteht keineswegs ein liturgischer Konflikt. Der Name des Heiligen und altgriechisch στέφανος stépʰanos, deutsch ‚Krone‘ fallen zusammen. An diesem Tag tragen sowohl Subdiakone als auch Diakone während der Göttlichen Liturgie die Krone, altarmenisch խոյր xujɾ, eine Art Mitra oder Stephanos, die sonst nur als Kopfbedeckung für den zelebrierenden Priester zugelassen ist. An diesem Fest ist die Krone auf dem Kopf des Diakons ein Symbol des Märtyrertums des Stephanus, des ersten Märtyrers.
Die griechisch-orthodoxe Kirche feiert den Stephanustag am 27. Dezember. In der serbisch-orthodoxen Kirche, die ihre Feiertage noch nach dem julianischen Kalender feiert, liegt der Stephanustag noch bis ins Jahr 2100 auf dem 9. Januar.
Bis in die zweite Hälfte des 20. Jahrhunderts hinein wurden begangen:
- 7. Mai als Gedenktag der Translation der Gebeine des hl. Stephanus nach Rom (nur im Martyrologium)
- 3. August als Gedenktag der Auffindung der Gebeine des hl. Stephanus in Jerusalem[8] (noch vor dem Konzil abgeschafft)

Diese Tage finden sich noch als Kirchenpatrozinien.